# صموئيل ماثر (صناعي)
صموئيل ماثر (بالإنجليزية: Samuel Mather)‏ هو صناعي أمريكي، ولد في 1851 في كليفلاند في الولايات المتحدة، وتوفي في 1931 بسبب نوبة قلبية.